# Spherillo philippinensis
Spherillo philippinensis là một loài chân đều trong họ Armadillidae. Loài này được Vandel miêu tả khoa học năm 1974.